# Praefectus gentis
Le Praefectus Gentis était, pendant l'Empire romain, un officier militaire chargé de la surveillance de populations indigènes non encore parfaitement romanisées.
La zone dans laquelle elle est attestée comprend l'Afrique proconsulaire, la Numidie et la Maurétanie Césarienne, dès le IIe mais surtout au IIIe siècle ; en revanche, nous ne disposons pas d'aucune preuve de son existence en Maurétanie Tingitane.